# Oonops procerus
Oonops procerus là một loài nhện trong họ Oonopidae.
Loài này thuộc chi Oonops. Oonops procerus được Eugène Simon miêu tả năm 1882.